# Klára Zetkinová
Klára Zetkinová (německy Clara Zetkin; 5. července 1857, Wiederau, Saské království – 20. června 1933, nedaleko Moskvy, Ruská socialistická federativní sovětská republika) byla prominentní německá socialistická politička, novinářka, učitelka a bojovnice za ženská práva. Byla členkou Sociálně demokratické strany Německa (SPD) až do roku 1917, kdy se připojila k Nezávislé sociálně demokratické straně Německa (USPD). Byla členkou parlamentu v období Výmarské republiky (1920–1933). Byla významnou postavou mezinárodního feminismu.

## Životopis

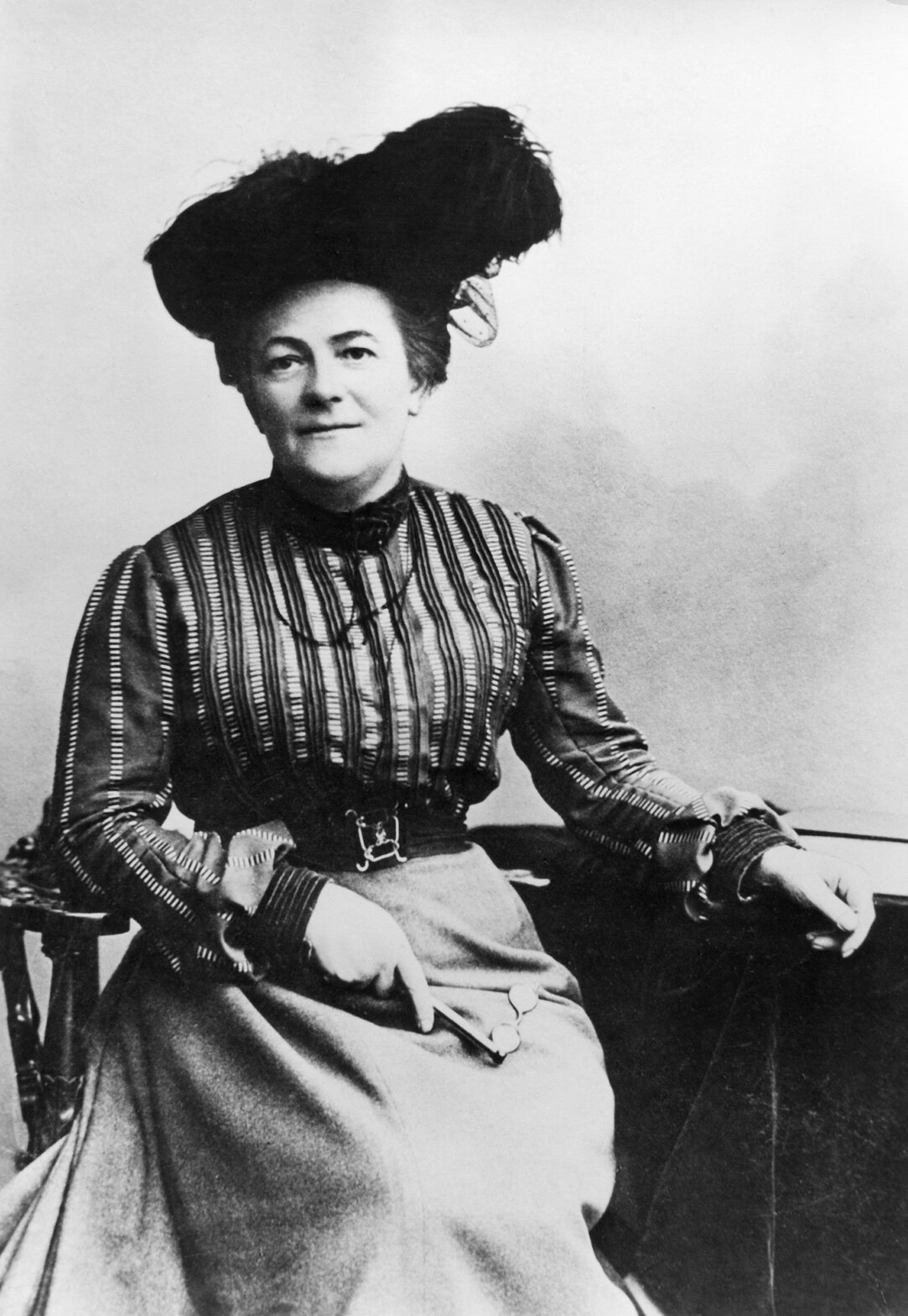
Karl Pinkau: Clara Zetkinová (1857-1933)

Byla dcerou učitele a sama se nejprve věnovala učitelskému povolání. Od poloviny 70. let 19. století se také zapojila do feministického hnutí (Allgemeinen Deutschen Frauenvereins – Všeobecného spolku žen Německa) a postupně se i zapojovala do socialistického hnutí. V roce 1878 přerušila kontakty s rodinou a vstoupila do SAP, socialistické strany, předchůdkyně pozdější SPD, jež byla v témž roce zakázána německým kancléřem Otto von Bismarckem. Odešla do exilu do Švýcarska, kde se mj. potkala s ruským revolucionářem Ossipem Zetkinem, v roce 1882 do Paříže. I když nebyli manželé, Clara převzala jeho příjmení a porodila mu dvě děti. Po jeho smrti roku 1889 se Clara roku 1899 provdala za malíře Friedricha Zundela, s kterým zůstala až do roku 1928, po celou dobu používala příjmení Zetkinová.
V Paříži se aktivně zapojila do příprav a vzniku Druhé internacionály, kde se hlavně zasazovala za přijetí rovných práv pro ženy v oblasti profesní a sociální. Do Německa se vrátila po zrušení antisocialistických zákonů v roce 1891, vydávala časopis – feministickou revue Die Gleichheit (Rovnost) a neúnavně se zasazovala o přijetí volebního práva pro ženy. V roce 1907 se účastnila první mezinárodní konference žen – socialistek ve Stuttgartu a v roce 1910 druhé mezinárodní konference žen – socialistek v Kodani. Po roce 1914 aktivně vystupovala proti válce, byla blízkou spolupracovnicí Rosy Luxemburgové a Karla Liebknechta.
Poté, co byla do roku 1917 členkou levého křídla SPD, se přidala k USPD (pacifistům) (Nezávislá sociálně-demokratická strana Německa, Unabhängige Sozialdemokratische Partei Deutschlands) a nakonec k revolučnímu proudu, z kterého vzešla Liga spartakovců. Z uvedeného proudu se v průběhu německé revoluce zrodila Komunistická strana Německa (KPD), za níž byla Clara Zetkinová v době Výmarské republiky v letech 1920–1933 poslankyní v Reichstagu.
Po převzetí moci nacisty byla donucena emigrovat do SSSR. Zemřela po několika týdnech exilu v Moskvě. Její názory zůstaly konstantní a neslučovaly se zcela s názory tehdejšího vedení SSSR (včetně Stalina). Hrob Clary Zetkinové se nachází u Kremelské zdi na Rudém náměstí.
V roce 1927 byla oceněna Řádem rudého praporu a v roce 1932 Řádem Lenina.